# Heißer Hafen Hongkong
Heißer Hafen Hongkong ist ein deutsch-italienischer Kriminal- und Abenteuerfilm, der 1962 unter der Regie von Jürgen Roland entstand. Die Uraufführung des von Wolf C. Hartwig produzierten Farbfilms fand am 23. Mai 1962 statt.

## Handlung
Der deutsche Journalist Peter Holberg reist nach Hongkong, um seinen Freund und Kollegen Dean Mallory zu besuchen. Im Fahrstuhl des Hotels wird Holberg von einem Unbekannten darum gebeten, eine angebrochene Zigarettenschachtel im Zimmer 105 abzugeben. Kurze Zeit später wird der Fremde von den Gangstern Li und Frank Marek ermordet. Diese stellen auch dem Bewohner von Zimmer 105, einem gewissen Mr. Talbot, nach. Nach einer wilden Verfolgungsjagd in den Bergen stirbt auch dieser. Peter Holberg wird auf der Suche nach Dean Mallory von dessen Redaktion zu der Reporterin Joan Kent geschickt. Diese teilt ihm mit, dass sein Kollege inzwischen tot ist. In der Zigarettenschachtel, die immer noch in Holbergs Besitz ist, entdeckt Joan einen Mikrofilm. Holberg erfährt schließlich, dass Joan die Schwester Deans ist und mit falschem Nachnamen seinen Platz in der Redaktion einnahm. Sie erhofft mehr über den angeblichen Selbstmord ihres Bruders zu erfahren, der in Hongkong in Sachen Industriespionage recherchierte.
Im Hotel wird Holberg von Polizeiinspektor McLean verhaftet. Er verdächtigt den Journalisten, Talbot ermordet zu haben. Niemand ahnt, dass Frank Marek und seine Komplizin Colette May Wong mit McLeans Sekretärin Mary Hall in Verbindung stehen und diese erpressen. Auf diese Weise erfährt Colette von McLeans Vermutung, dass Holberg in Besitz des Mikrofilms ist. Colette behält diese Information für sich, sodass Marek zunächst glaubt, der Mikrofilm sei in Talbots Wagen verbrannt. In der Nacht werden Joan und der aus der Haft entlassene Holberg von den Verbrechern betäubt. Joans Wohnung und die Zeitungsredaktion werden durchsucht. Dennoch gelingt es den Spionen nicht, in den Besitz des Mikrofilms zu gelangen.
Am nächsten Morgen sucht Holberg Dr. Ellington auf, der Dean Mallory Totenschein ausgestellt hatte. Der Arzt gesteht, dass Mallory eine zerbissene Zyankali-Kapsel im Mund hatte. Außerdem trug er eine Visitenkarte von Colette May Wong bei sich. Kurze Zeit später trifft Holberg auf Colette, die behauptet, sich in Mallory verliebt zu haben. Um sich an dessen Mörder zu rächen, benötige sie nun den Mikrofilm. Doch es dauert nicht lange, bis Marek sowohl Colette als auch Joan und Holberg in seiner Gewalt hat. Marek, bei dem es sich um den Mörder Mallorys handelt, zwingt Holberg, den Mikrofilm aus einem Versteck zu holen. Die Lage scheint völlig aussichtslos. Da erscheint Polizeiinspektor McLean, der von seiner Sekretärin Mary Hall einen Hinweis auf Mareks kriminelle Machenschaften erhalten hat. Es kommt zu einer wüsten Schlägerei. Colette erschießt Marek und kann mit dem Mikrofilm zum Hafen fliehen. Auf ihrem Hausboot wird sie jedoch von Marek überrascht, der ihre Waffe in weiser Voraussicht mit Platzpatronen bestückt hatte. Marek tötet zunächst Colette und dann, um seiner Verhaftung zu entgehen, sich selbst. Joan und Holberg sind ein Paar. Der jetzt völlig wertlose Mikrofilm landet im Meer.

## Entstehungsgeschichte

### Vorgeschichte
Im Zuge der seit 1959 vom Constantin-Filmverleih vermarkteten Edgar-Wallace-Filme der Rialto Film entstanden in den 1960er Jahren viele weitere Kriminalfilme nach ähnlichem Muster. Auch Wolf C. Hartwig, der seit 1957 mit seiner in München ansässigen Rapid-Film einige erfolgreiche Sitten-, Skandal- und sogar Horrorfilme hergestellt hatte, wollte vom Erfolg des Genres profitieren. Um den zahlreichen Schwarzweißkrimis seiner Konkurrenten etwas entgegenzusetzen, hatte Hartwig die Idee, farbige Abenteuerfilme vor exotischen Kulisse zu drehen. Auch die Zutaten Sex und Gewalt sollten den Schauwert seiner Filme erhöhen. Die Logik der Handlung spielte dabei jedoch eine eher untergeordnete Rolle.

### Vorproduktion und Besetzung
Für Heißer Hafen Hongkong, wie das erste Filmprojekt dieser Art heißen sollte, konnte Wolf C. Hartwig den namhaften Regisseur Jürgen Roland verpflichten. Mit Marianne Koch, Klausjürgen Wussow und dem bereits in einigen Rapid-Produktionen eingesetzten Horst Frank engagierte man drei bekannte Schauspieler des deutschen Nachkriegskinos. Eine weitere Rolle erhielt Hartwigs damalige Partnerin Dorothee Parker.
Um das mit großen finanziellen Risiken behaftete Filmprojekt nicht allein tragen zu müssen, suchte sich Hartwig mit Cineproduzioni Associate in Rom einen erfahrenen Koproduktionspartner. Das italienische Unternehmen vermittelte Hartwig die französische Schauspielerin Dominique Boschero sowie die italienischen Darsteller Carlo Tamberlani, Renato Montalbano und den US-Amerikaner Brad Harris. Der Schauspieler und Bodybuilder Harris hatte seit Ende der 1950er Jahre in einigen Sandalenfilmen mitgewirkt und stand dem mit Kampf- und Actionszenen weitgehend unerfahrenen Produktionsteam um Regisseur Roland auch als Stunt-Koordinator zur Seite.

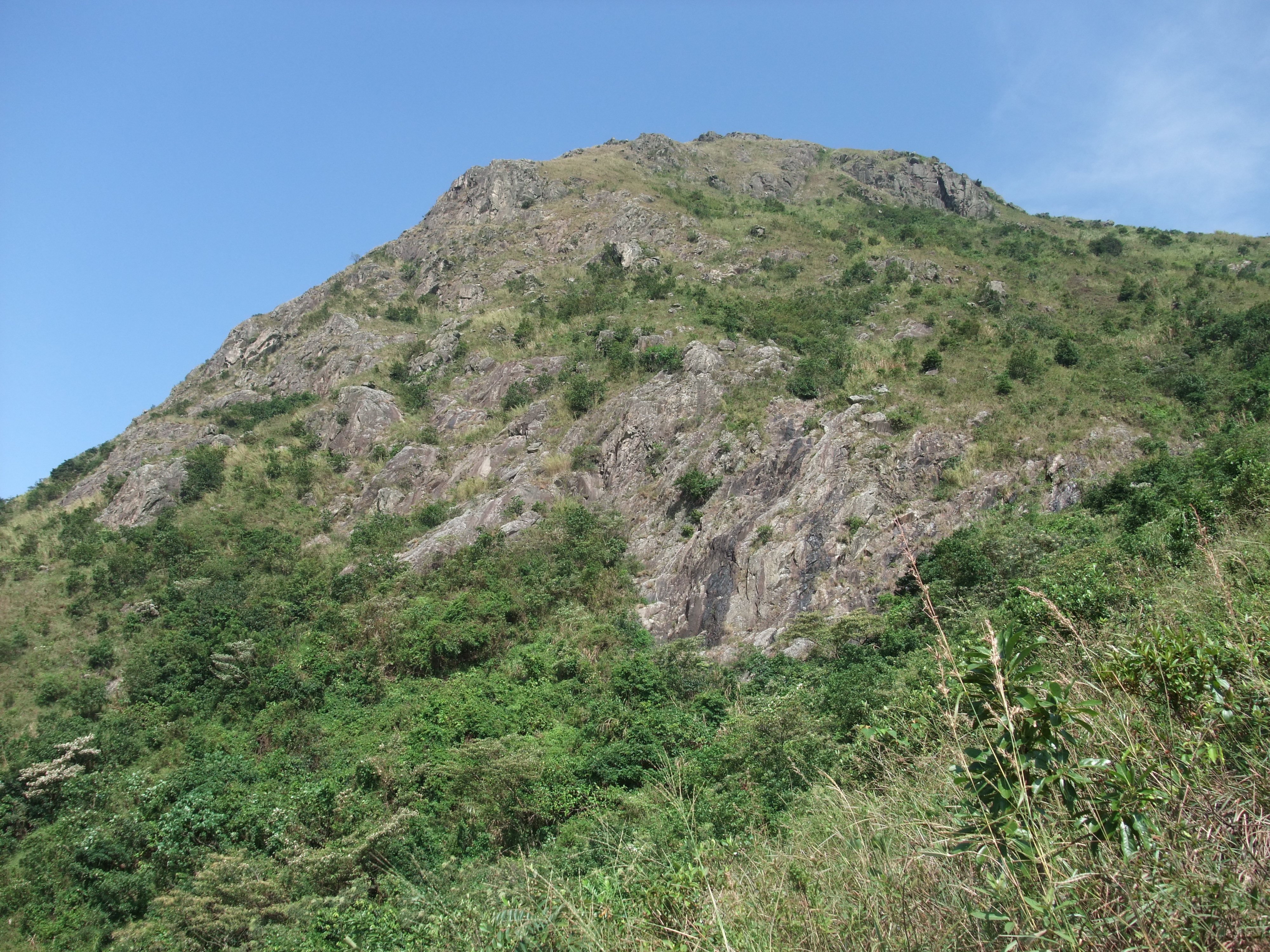
Der Kowloon Peak diente als Drehort für eine Verfolgungsjagd.

Als Drehort war die damalige britische Kronkolonie Hongkong besonders gut geeignet. Wolf C. Hartwig erinnerte sich später an die Vorzüge der asiatischen Metropole: „Man hat Berge, das Meer, die natürliche Schönheit der Stadt, ein unübertreffliches Panorama und Hintergründe für jede Art von Filmstory.“ Außerdem verfügte die Stadt über eine florierende Filmindustrie mit erfahrenem Personal und moderner Technik. Für Heißer Hafen Hongkong stand vor Ort die East Asia Development Company als Dienstleister zur Verfügung.

### Produktion
Der im Breitwandformat 1:1,66 produzierte Film entstand an Originalschauplätzen in Hongkong, unter anderem am 1998 geschlossenen Flughafen Hongkong-Kai Tak, am Kowloon Peak sowie in dem 2004 geschlossenen und abgerissenen Tiger Balm Garden. Für die Bauten war der Filmarchitekt Hans Berthel verantwortlich. Die Kostüme entwarf Elisabeth Vreeland. Produktionsleiter war Ludwig Spitaler.

### Filmmusik
Die Filmmusik wurde von Gert Wilden komponiert und arrangiert. Auf der im Jahr 1996 erschienenen CD I Told You Not To Cry befinden sich die im Film vorkommenden Titel Bulletproof (Titelmusik) und Desert Hips. Die Titelmusik ist außerdem auf der CD Gert Wilden – Deutsche Filmkomponisten Folge 2 enthalten. Weitere auf diesen CDs veröffentlichte und diesem Film zugeschriebene Musiktitel sind im Film allerdings nicht zu hören.

### Synchronisation
Marianne Koch, Klausjürgen Wussow und Horst Frank synchronisierten sich für die deutsche Fassung selbst. Ansonsten sind in der deutschen Fassung des Films unter anderem folgende Synchronsprecher zu hören:
| Rolle                   | Darsteller         | Synchronsprecher |
| ----------------------- | ------------------ | ---------------- |
| Colette May Wong        | Dominique Boschero | Eleonore Noelle  |
| Polizeiinspektor McLean | Brad Harris        | Heinz Engelmann  |
| Dr. Ellington           | Carlo Tamberlani   | Robert Klupp     |
| Mary Hall               | Dorothee Parker    | Rosemarie Fendel |
| Hotelpage               | N. N.              | Erich Ebert      |

## Rezeption

### Veröffentlichung
Am 23. Mai 1962 startete der im Trailer als „Abenteuerfilm der Extraklasse“ beworbene Film in den westdeutschen Kinos. Heißer Hafen Hongkong wurde später mehrfach im deutschen Fernsehen ausgestrahlt. Außerdem erschien der Film auf Videokassette und im Jahr 2014 auf DVD.
Heißer Hafen Hongkong konnte auch im Ausland vermarktet werden und lief dort unter anderem unter den folgenden Titeln:
- Brasilien: Hong Kong, Porto do Inferno
- Dänemark: Hævneren fra Hongkongs havn
- Finnland: Kuuma satama
- Frankreich: Espionnage à Hong Kong
- Griechenland: To flogero limani tou Hong-Kong
- Mexiko: El infierno de Hong Kong
- Niederlande: Spionage in Hongkong[6]
- Vereinigte Staaten: Hong Kong Hot Harbor

### Kritiken
„Diese Story vermag kaum zu überzeugen, wie auch Gestalten und Dialoge in dem, durch passagenreiche Außenaufnahmen charakterisierten, Milieu nicht bodenecht erscheinen.“

„Herausgekommen ist ein intelligent gemachter deutscher Abenteurerfilm, der sich mit amerikanischen Mustern gut und gerne messen kann. Die Farbkamera Klaus von Rautenfelds hat tüchtige Fahrten bis in die letzten Winkel Hongkongs gemacht und erfüllt die Spielkulisse lebendig und originell. Aufatmend sei registriert: Hier ist der Beweis, daß wir sehr wohl überdurchschnittliche Unterhaltung drehen können, wenn man die Verantwortung den richtigen Leuten überträgt.“

„Belangloser Kolportage-Krimi vor der illustren Kulisse Hongkongs, der knallige Spannungseffekte und ausgiebige Kämpfe von einiger Roheit in den Vordergrund stellt. Ansonsten herrscht die übliche Schwarz-weiß-Zeichnung der Charaktere ohne jeden menschlichen oder psychologischen Hintergrund vor.“